# Villablino
Villablino – gmina w Hiszpanii, w prowincji León, w Kastylii i León, o powierzchni 228,23 km². W 2011 roku gmina liczyła 10 220 mieszkańców.